# 布雷特·兰开斯特
布雷特·兰开斯特（Brett Lancaster，1979年11月15日—），澳大利亚自行车运动员。他曾参加2000年、2004年和2008年三届夏季奥运，其中在2004年奥运获得一枚金牌。